# Cheiracanthium taiwanicum
Cheiracanthium taiwanicum is een spinnensoort uit de familie Cheiracanthiidae.
De wetenschappelijke naam van de soort werd in 2006 gepubliceerd door S.H. Chen et al.